# Fernando de Paços
Fernando Zamith de Passos Silva (Viana do Castelo, 8 de Novembro de 1923 — Queluz, 18 de Junho de 2003), com o pseudónimo Fernando de Paços, foi um tradutor, poeta, cronista e dramaturgo autodidata e nacionalista português.[carece de fontes?]
Fazendo parte do grupo cultural e político Távola Redonda, foi uma das vozes líricas do início da década de 50.
Na sua vida profissional foi secretário e colaborador na revista Távola Redonda (1950-54), publicação oficial do grupo referido acima, e redator da revista Graal (1956-57).
Esteve, desde 1980 até à aposentação, ligado à direção literária da Editorial Verbo.
Era também um pedagogo: "alguém para quem uma das funções do teatro era a de educar divertindo".
... ao lado de um alto grau de exigência, haveria em Fernando de Paços um como que pudor de se exibir na feira literária, com todo o seu ruído, vaidade e emulação. Nem o seu interesse pelo teatro o levou a subir ao palco. Autor de peças infantis e entusiasta de fantoches e marionetas – era, certamente, a faceta lúdica de um homem reservado –, escondia-se atrás da cortina.... A sua vocação não era a de publicista – era, no mundo, a de monge contemplativo.[carece de fontes?]
Era muito amigo dos escritores Luiz Pacheco, de quem era vizinho e mesmo assim com quem trocava correspondência, e de Florentino Goulart Nogueira, com quem colaborou na Graal e depois na revista Tempo Presente.

## Biografia
Nasceu em Viana do Castelo, cidade onde tirou o curso dos liceus.
Filho de uma família numerosa, cedo foi habitar com seus pais e irmãos, numa casa serrana com uma pequena quinta, a dois quilómetros de Viana do Castelo, em São João d'Arga, a poucos metros de uma casinha onde, por algum tempo, vivera Camilo Castelo Branco pelos anos de 1850.[carece de fontes?]
Na sua juventude um dinamizador de revistas culturais como a revista Seiva Nova na qual colaborava com recensões, poesia, artigos sobre literatura e conto nos anos de 1942-43.[carece de fontes?]
Veio viver para Lisboa no ano de 1953, a instâncias do poeta António Manuel Couto Viana, seu conterrâneo.[carece de fontes?]
Foi Secretário dos fascículos de Poesia Távola Redonda e, com Maria de Lourdes Belchior, David Mourão-Ferreira, Goulart Nogueira e Luís de Macedo, e pertenceu ao corpo de redação da revista Graal.[carece de fontes?]
Igualmente começou por exercer atividades culturais para a infância no Diário de Notícias, como redator da revista «Cavaleiro Andante» e editor da revista «João Ratão».[carece de fontes?]
Foi ainda diretor da revista infantil Camarada (1958-65).[carece de fontes?]
Participou com a sua dramaturgia infantil no Teatro do Gerifalto dirigido pelo referido A. M. Couto Viana.[carece de fontes?]
Anos mais tarde, passou a exercer, em exclusivo, o cargo de Diretor da Editorial Verbo,[carece de fontes?] sendo amigo do proprietário Fernando Guedes.
Faleceu, numa modesta casa, em Massamá, Queluz, no dia 18 de Junho de 2003.[carece de fontes?]

## Obra
- Fuga, Viana do Casteloː Poesia Nova edições, 1944.
- O Fértil Jardim, Lisboaː Ed. Távola Redonda, 1953
- O Segundo Dilúvio, 1963[3]
- A Jangada Aérea, Lisboa: Verbo, 1995

Escreveu numerosas peças infantis, designadamente pequenas peças para teatro de Fantoches. Ele próprio representou as suas peças de teatro de Fantoches, nas secções de teatro infantil da Mocidade Portuguesa e da Companhia Nacional de Educação de Adultos. Entre outras, destacamos as peças infantis escritas no ano de 1950, ainda em Viana do Castelo, como o «O Feiticeiro Infeliz» e «A Cigarra e a Formiga». Ainda «A Viola Mágica», «Dependurado da Lua», «O Natal do João», «O Príncipe Sapo», «O Valente Gondalim», «O Relógio Mágico», etc.[carece de fontes?]
Teve uma colaboração assídua na imprensa infanto-juvenil (João Ratão e Camarada) e participado no volume colectivo 10 Peças de Teatro Infantil (1961).
A Imprensa Nacional - Casa da Moeda publicou a sua Obra Poética (poesia publicada) em 2005[carece de fontes?] e quinze das suas peças de teatro foram reunidas no livro Teatro Infantil, da editora Verbo, em 2009.